# プロ野球審判員一覧
プロ野球審判員一覧（プロやきゅうしんぱんいんいちらん）は、プロ野球審判員の一覧である。

## 日本プロ野球
以下は日本野球機構に所属する日本のプロ野球審判員及び日本野球機構、セントラル・リーグ、パシフィック・リーグ、日本野球連盟に所属していた日本のプロ野球審判員の一覧である。2011年より、役職名が部長→審判長、部長待遇・副部長・主任→クルーチーフ、指導員→審判技術委員にそれぞれ変更された。また、これまでセ・リーグとパ・リーグに分かれていた審判部が統合された。
審判技術委員については、2018年より審判技術指導員に、2021年よりスーパーバイザーに名称が変更された。
2016年～2020年までは審判長補佐という役職も新設された。2021年と2022年はサブクルーチーフという役職が設立されていた。（2023年以降は廃止。）また、2013年及び2020年～2022年まではシニアクルーチーフという役職も設立されている。
2023年には副審判長、2024年には関西統括ディレクター、2025年にはファームインストラクター兼審判員、シニアスーパーバイザーの役職が追加された。

### 審判部 （2025年シーズン）
| 役職                             | 名前     | 袖番号 |
| -------------------------------- | -------- | ------ |
| 審判長                           | 森健次郎 |        |
| 副審判長                         | 笠原昌春 | 8      |
| 関西統括ディレクター             | 眞鍋勝已 | 36     |
| クルーチーフ                     | 川口亘太 | 39     |
| クルーチーフ                     | 吉本文弘 | 4      |
| クルーチーフ                     | 敷田直人 | 3      |
| クルーチーフ                     | 津川力   | 22     |
| クルーチーフ                     | 牧田匡平 | 28     |
| クルーチーフ                     | 福家英登 | 33     |
| ファームインストラクター兼審判員 | 嶋田哲也 | 24     |

#### 審判員
| 名前       | 袖番号 | 入局年数 | 一軍出場 | 備考                             |
| ---------- | ------ | -------- | -------- | -------------------------------- |
| 笠原昌春   | 8      | 38年目   | 〇       | 副審判長                         |
| 眞鍋勝已   | 36     | 34年目   | 〇       | 関西統括ディレクター             |
| 川口亘太   | 39     | 32年目   | 〇       | クルーチーフ                     |
| 吉本文弘   | 4      | 31年目   | 〇       | クルーチーフ                     |
| 敷田直人   | 3      | 30年目   | 〇       | クルーチーフ                     |
| 津川力     | 22     | 25年目   | 〇       | クルーチーフ                     |
| 牧田匡平   | 28     | 25年目   | 〇       | クルーチーフ                     |
| 福家英登   | 33     | 23年目   | 〇       | クルーチーフ                     |
| 嶋田哲也   | 24     | 27年目   | 〇       | ファームインストラクター兼審判員 |
| 有隅昭二   | 37     | 34年目   | 〇       |                                  |
| 小林和公   | 14     | 33年目   | 〇       |                                  |
| 本田英志   | 43     | 32年目   | 〇       |                                  |
| 白井一行   | 20     | 29年目   | 〇       |                                  |
| 名幸一明   | 10     | 28年目   | 〇       |                                  |
| 土山剛弘   | 34     | 28年目   | 〇       |                                  |
| 木内九二生 | 15     | 28年目   | 〇       |                                  |
| 秋村謙宏   | 1      | 27年目   | 〇       |                                  |
| 深谷篤     | 23     | 27年目   | 〇       |                                  |
| 山本貴則   | 41     | 23年目   | 〇       |                                  |
| 山路哲生   | 11     | 22年目   | 〇       |                                  |
| 石山智也   | 25     | 22年目   | 〇       |                                  |
| 原信一朗   | 32     | 21年目   | 〇       |                                  |
| 村山太朗   | 42     | 20年目   | 〇       |                                  |
| 市川貴之   | 35     | 19年目   | 〇       |                                  |
| 芦原英智   | 47     | 17年目   | 〇       |                                  |
| 山口義治   | 13     | 17年目   | 〇       |                                  |
| 長井功一   | 2      | 17年目   | 〇       |                                  |
| 須山祐多   | 6      | 15年目   | 〇       |                                  |
| 岩下健吾   | 55     | 15年目   | 〇       |                                  |
| 梅木謙一   | 19     | 15年目   | 〇       |                                  |
| 山村裕也   | 18     | 14年目   | 〇       |                                  |
| 長川真也   | 31     | 13年目   | 〇       |                                  |
| 青木昴     | 12     | 12年目   | 〇       |                                  |
| 水口拓弥   | 54     | 11年目   | 〇       |                                  |
| 鈴木宏基   | 51     | 10年目   | 〇       |                                  |
| 古賀真之   | 50     | 10年目   | 〇       |                                  |
| 山本力仁   | 52     | 10年目   | 〇       |                                  |
| 野田亮介   | 48     | 9年目    | 〇       |                                  |
| 松本大輝   | 49     | 9年目    | 〇       |                                  |
| 森口壽樹   | 27     | 8年目    | 〇       |                                  |
| 郡司真里   | 44     | 7年目    | ○        |                                  |
| 川上拓斗   | 29     | 7年目    | ○        |                                  |
| 西沢一希   | 46     | 7年目    | ○        |                                  |
| 正木雄大   | 17     | 6年目    | ✕        |                                  |
| 笹真輔     | 5      | 5年目    | 〇       |                                  |
| 野村奏斗   | 9      | 4年目    | ✕        |                                  |
| 宮武賢汰   | 16     | 4年目    | ✕        |                                  |

#### 育成審判員
| 名前       | 袖番号 | 入局年数 |
| ---------- | ------ | -------- |
| 権丈光暉   | 64     | 3年目    |
| 下村晃太郎 | 65     | 3年目    |
| 藤田登伊   | 66     | 3年目    |
| 川村亮輔   | 60     | 2年目    |
| 金村好隆   | 67     | 2年目    |
| 山本周平   | 68     | 2年目    |
| 坂本蒼太   | 69     | 2年目    |
| 松浦伊吹   | 62     | 1年目    |
| 松尾虎太郎 | 61     | 1年目    |

#### スーパーバイザー
| 名前     | 現役引退時の袖番号 | 備考                   |
| -------- | ------------------ | ---------------------- |
| 平林岳   | 37                 | シニアスーパーバイザー |
| 西本欣司 | 7                  |                        |
| 飯塚富司 | 26                 |                        |
| 栄村孝康 | 2                  |                        |
| 栁田昌夫 | 5                  |                        |

### OB
セントラル・リーグ
- 有津佳奈馬
- 井筒研一
- 稲田茂　※パシフィック・リーグより移籍
- 井上忠行（2）
- 上本孝一（3）
- 円城寺満
- 及川卓也（33）
- 大里晴信（5）
- 太田正男（6）
- 大谷泰司
- 岡田功（7）
- 萩原達也（17）
- 柏木敏夫（20）
- 金政卯一　※1936年の日本プロ野球発足時の審判の1人。
- 国友正一
- 久保友之（11）
- 久保田治（12）
- 小柴重吉
- 小林毅二（13）
- 酒井猛寿（34）
- 佐藤清次（14）
- 佐藤武夫
- 篠宮愼一（15）
- 島秀之助
- 杉村正一郎
- 鈴木徹（17）
- 瀧野通則　※パシフィック・リーグより移籍
- 竹元勝雄
- 田代照勝
- 田中俊幸（18）
- 谷口三右衛門
- 谷村友一（32）
- 知久宏
- 千葉英二
- 津田四郎
- 筒井修
- 鶴田秀康（41）
- マイケル・ディミューロ（4）
- 手沢庄司（21）
- 寺本秀平
- 渡真利克則（39）→（5）※体調不良で現役を引退した後に、セ・リーグ関西事務所の事務職を経て阪神園芸のグラウンドキーパーへ転身。
- 富沢宏哉（10）
- 内藤幸三
- 中田金一
- 野武貞次
- 濱野太郎（47）
- 原田孝一
- 平光清（23）
- 福井宏（24）
- 松下充男（25）
- 松橋慶季（26）
- 丸山博（30）
- 三浦真一郎
- 水落朋大（29）
- 三谷八郎
- 山下実
- 山本文男（28）
- 鷲谷亘（29）

パシフィック・リーグ
- 飯村正樹（11）
- 五十嵐洋一（1）
- 井野川利春
- 岩本信一
- 上田藤夫
- 大貫賢
- 大野正隆（2）
- 岡田寛（15）
- 岡田豊（3）
- 沖克己（5）
- 角田隆良
- 加藤昌利（6）
- 苅田久徳
- 川瀬渉
- 木村孝一（34）
- 久喜勲（7）
- 久保山和夫（8）
- 桑原喜代男
- 小島多慶男
- 小寺昌治（36）
- 小林一夫（32）
- 小林晋（9）
- 小松正雄
- 坂本茂
- 斎田忠利（10）
- 斉藤隆（30）
- 新屋晃（29）
- 鈴木章太（15）
- 角谷松男
- 砂川恵玄（11）
- 高木敏昭（33）
- 田川豊（12）
- 多田文久三
- 橘修（5）
- 露崎元弥（13）
- 寺本勇（14）
- 土井垣幸男（15）
- 道仏訓（16）
- 中川忠文
- 中川透（17）
- 中根之
- 中村金次
- 中村浩道（18）
- 永見武司（19）
- 二出川延明
- 萩原寛（20）
- 𨂊池均（21）
- 長谷川信義
- 馬場正之（23）
- 浜口新一
- 浜崎隆
- 林達也（22）
- 針原稔
- 菱田義明（30）
- 平古場昭二
- 深見大陸（27）
- 藤本典征（24）
- 古堅正一（23）
- 前川芳男（25）
- 前田亨（7）
- 牧野伸（26）
- 真野春美
- 丸橋常太郎
- 宮下義雄
- 村田康一（28）
- 村越茶美雄（27）
- 桃井進（35）
- 山田進（20）
- 横沢三郎
- 横沢七郎
- 吉田正男（29）

セ・パ審判部統合後（2011年以降）
- 井野修（1）（統合前はセ・リーグ所属）
- 手倉森智昭（56）
- 山本隆造（16）（統合前はパ・リーグ所属）
- 小椋好高（54）
- 柿木園悟（12）（統合前はパ・リーグ所属）
- 工藤和樹（48）（統合前はパ・リーグ所属）
- 小林達郎（51）（統合前はセ・リーグ所属）
- 山村達也（18）（統合前はパ・リーグ所属）
- 大和貴弘（46）（統合前はセ・リーグ所属）
- 柳内遼平（59）（退職後はスポーツニッポンの野球担当記者へ転身）
- 坂井遼太郎（12）（統合前はセ・リーグ所属）
- 小石澤健（63）
- 林忠良（31）（統合前はパ・リーグ所属。現役引退後は審判技術委員を経て退職）
- 谷博（19）（統合前はセ・リーグ所属。現役引退後は審判技術委員を経て退職）
- 山﨑夏生（14）（統合前はパ・リーグ所属。現役引退後は審判技術指導員を経て退職）
- 中村稔（11）（統合前はパ・リーグ所属）
- 杉本大成（13）（統合前はパ・リーグ所属）
- 今岡諒平（61）
- 佐々木昌信（38）（統合前はセ・リーグ所属。僧侶として実家の寺を継ぐために退職）
- 佐藤純一（21）（統合前はパ・リーグ所属）
- 渡田均（31）（統合前はセ・リーグ所属）
- 杉永政信（16）（統合前はセ・リーグ所属）
- 橋本信治（40）（統合前はパ・リーグ所属）
- 友寄正人（22）（統合前はセ・リーグ所属）
- 良川昌美（17）（統合前はパ・リーグ所属）
- 丹波幸一（30）（統合前はパ・リーグ所属）
- 橘髙淳（9）（統合前はセ・リーグ所属）
- 東利夫（6）（統合前はパ・リーグ所属）
- 戌亥良騎（63）

1リーグ時代OB
- 池田豊
- 川久保喜一　※1936年の日本プロ野球発足時の審判の1人。
- 倉信雄
- 沢東洋男　※1936年の日本プロ野球発足時の審判の1人。
- 高須一雄
- 西垣徳雄
- 桝嘉一